# Königlich Preußische Gewehrfabrik Saarn

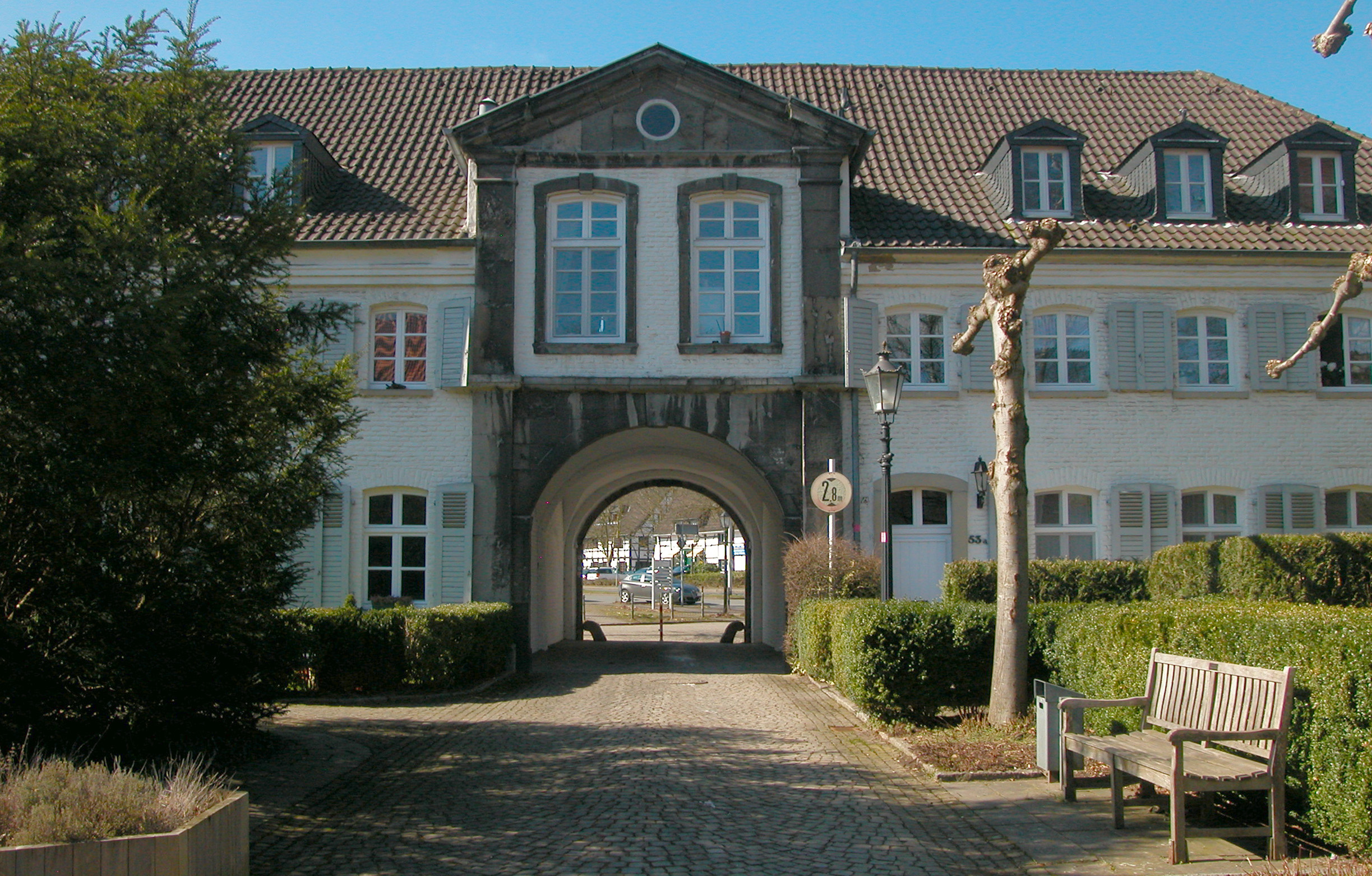
Kloster Saarn, Innenhof

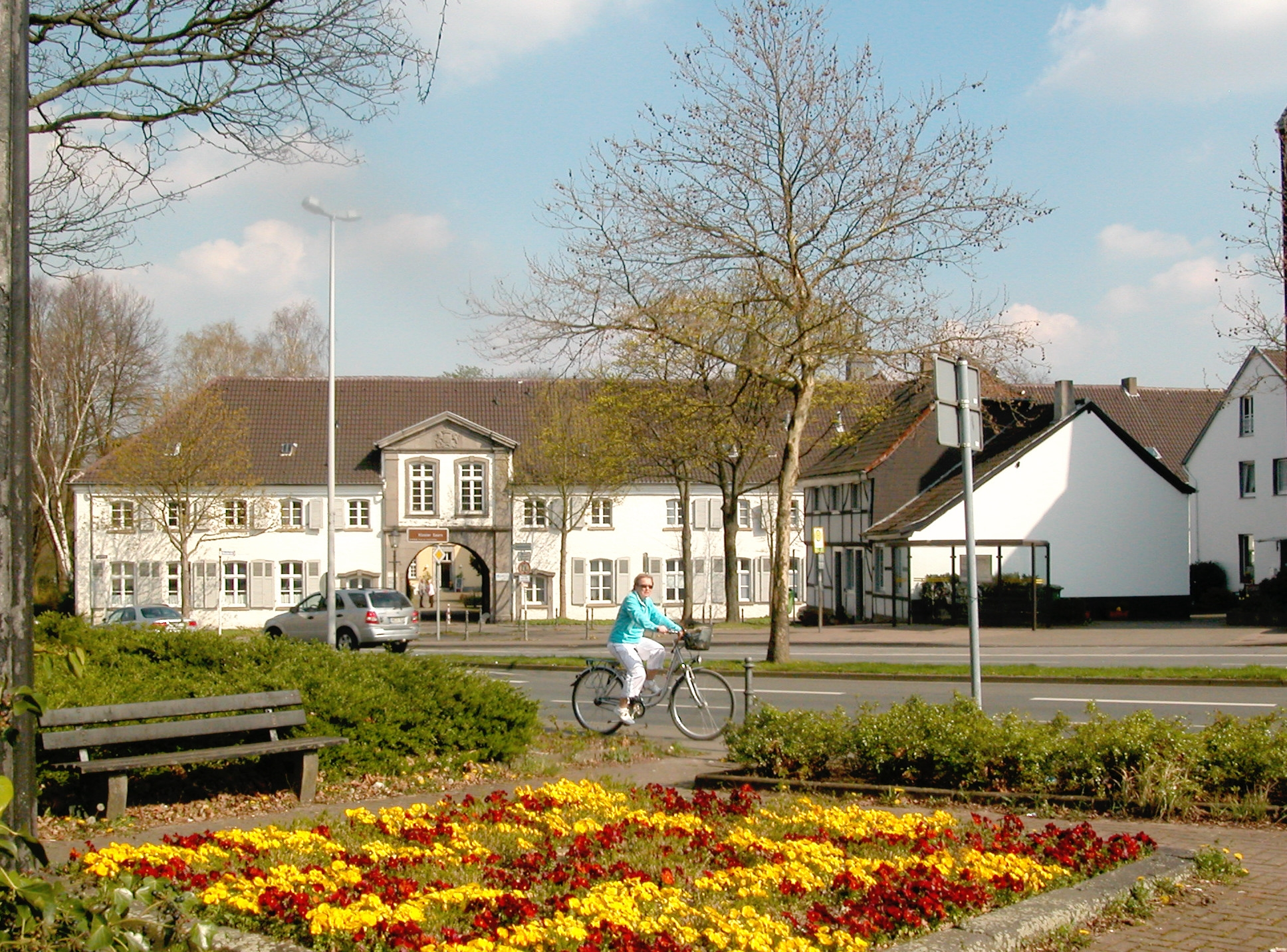
Kloster Saarn, Westseite

Die Königlich Preußische Gewehrfabrik Saarn im ehemaligen Zisterzienserinnenkloster Saarn war von 1815 bis 1862 eine preußische Produktionsstätte für Handfeuerwaffen.

## Gründung und Betrieb der Gewehrfabrik
Nach der Aufhebung des Klosters Saarn durch den Regensburger Reichstag im Reichsdeputationshauptschluss von 1803 und etwa fünfjähriger Verwaltung durch die Franzosen, übernahm 1813 gleich zu Beginn der Befreiungskriege die Preußische Domänenverwaltung die Liegenschaft. Ein Magdeburger Unternehmer, Isaak Bonte, hatte während der napoleonischen Kriege westfälische Lazarette mit Seife und Kerzen versorgt. Nach dem Sieg der Preußen sank die Nachfrage nach diesen Produkten. Auf der Suche nach einem neuen Geschäftsfeld erhielt er gemeinsam mit dem aus Paris stammenden Unternehmer Sylvester (eigentlich: Samuel) Trenelle von der preußischen Regierung im Jahr 1814 die Erlaubnis, auf eigene Rechnung eine Gewehrfabrik in den Rheinprovinzen anlegen zu dürfen. Als Standort wurde den beiden Gründern das ehemalige Kloster Saarn zugewiesen und mit Preußen am 6. Januar 1815 ein entsprechender Vertrag geschlossen. In der neuen Fabrik wurden Produktionslinien fortgesetzt, die von der Gewehrfabrik Essen aufgegeben worden waren. Ein Teil der Saarner Fertigung vollzog sich in Hattingen (an der Ruhr im Bereich der Ruhrbrücke). Aufgrund der technischen Genialität von Trenelle florierte die Gewehrproduktion und betrug zeitweilig 10.000 Stück pro Jahr. Im Jahr 1840 wurde die Fabrik vom preußischen Staat übernommen.
Die Lage bei Mülheim an der Wasserstraße der Ruhr und die Nähe zum Rhein waren für die Auswahl des Standortes mitentscheidend gewesen, konnten doch auf diese Weise Rohmaterialien wie Steinkohle und Stahl, sowie die fertigen Erzeugnisse schnell und kostengünstig transportiert werden. Auch wurde die Wasserkraft der Ruhr zum Antrieb der Maschinen genutzt, so zum Beispiel in Hattingen für eine Hammerschmiede und Bohrwerke zur Herstellung der Gewehrläufe. Das Hattinger Hammerwerk der „Ruhrmühle“ war auch Lieferant für die Essener Gewehrfabrik, die weiterhin Gewehrschlösser produzierte. Der Stahl kam aus der wenige Kilometer entfernten Dahlhauser Zeche. Die Hattinger Erzeugnisse verschiffte man auf der Ruhr flussabwärts zur Montage nach Saarn.

## Verlegung der Gewehrfabrik
Nach Übernahme der Fabrik durch den preußischen Staat im Jahr 1840 wurde später, im Jahr 1858, die Verlagerung der Produktion in die neu errichtete Königlich Preußische Gewehrfabrik Erfurt beschlossen. Der wichtigste Grund für die Verlegung war der wechselnde Wasserstand der Ruhr. Neben dem störenden Hochwasser führten vor allem sinkende Pegelstände, die die Mühlen stilllegten, zu Produktionsausfällen. Zweimalige Ausbaggerung der Ruhr 1853 und 1856 konnte das Problem nicht lösen. Als weiterer Grund galt die Nähe des Standortes zur französischen Grenze, was im Kriegsfalle schnell zu einer Besetzung der Fabrik hätte führen können. Die Erfurter Gewehrfabrik nahm am 28. September 1862 die Produktion auf und entwickelte sich rasch zum größten Arbeitgeber der Stadt.

## Kloster Saarn nach Auszug der Gewehrfabrik
Ab 1874 nutzte die Tapetenfabrik „Niederhoff & Cie.“ einen Teil der Wirtschaftsgebäude. 1905 erwarb der Industrielle August Thyssen die Klostergebäude, die er zehn Jahre später an die katholische Pfarrgemeinde Saarn weiterverkaufte. Von 1919 bis 1920 war der katholische Fürsorgeverein in Mülheim Eigentümer. Die Stadt Mülheim übernahm 1936 die Anlage und richtete dort Wohnungen für ältere Ehepaare ein. Nach den Zeiten des Verfalls ab der 1920er Jahre und der kriegs- und krisenbedingten Untätigkeit begannen ab 1958 erste Sanierungsmaßnahmen. In den Jahren 1979–1989 erfolgte dann die Restaurierung der kompletten Klosteranlage unter Sicherung des archäologischen Befundes. Heute gehört das ehemalige Kloster Saarn zusammen mit Schloss Broich und der Petri-Kirche zu den bedeutenden Bau- und Kulturdenkmalen Mülheims.